# Groot vals sierkopje
Het groot vals sierkopje (Walckenaeria obtusa) is een spinnensoort in de taxonomische indeling van de hangmatspinnen (Linyphiidae).
Het dier behoort tot het geslacht Walckenaeria. De wetenschappelijke naam van de soort werd voor het eerst geldig gepubliceerd in 1836 door John Blackwall.